# Ozarba nebula
Ozarba nebula là một loài bướm đêm trong họ Noctuidae.